# Looking Superb
Looking Superb, född 16 april 2013 i Sem i Vestfold fylke, är en norsk varmblodig travhäst. Han tränas sedan 2020 av Frode Hamre. Han har tidigare tränats av Jomar Blekkan och Jean-Michel Bazire.
Looking Superb började tävla 2016. Han har till april 2019 sprungit in 4,8 miljoner norska kronor på 56 starter varav 16 segrar, 6 andraplatser och 9 tredjeplatser. Han har tagit karriärens hittills största seger i Prix de l'Atlantique (2019). Bland hans främsta meriter räknas även segern i Prix Ténor de Baune (2018) och andraplatsen i Prix d'Amérique (2019).

## Karriär
Looking Superb debuterade i lopp för sin tränare Jomar Blekkan den 18 april 2016 på Leangen travbane. Han vann loppet, och segern var värd 40 000 NOK. Under debutåret på tävlingsbanan sprang han in 194 000 NOK.

### Steget in i världseliten
I slutet av 2018 flyttades Looking Superb till Jean-Michel Bazire i Frankrike, inför det kommande franska vintermeetinget. Första starten i Bazires regi blev i Grupp 3-loppet Prix Narquois på Vincennesbanan, där han kördes av Nicholas Bazire och slutade på sjunde plats. Den 23 december 2018 deltog han i Prix Ténor de Baune, och kördes då av tränare Jean-Michel Bazire. I loppet fick han en tidig ledning, men släppte sedan till Global Trustworthy och Björn Goop. På upploppet fick ekipaget en lucka och spurtade ner motståndet och vann. Segern var värd 54 000 euro, och ekipaget fick även en biljett till Prix d'Amérique.
Den 27 januari 2019 i Prix d'Amérique var han en av tre hästar från Jean-Michel Bazires stall, och hade minst pengar insprunget av alla 18 hästar i loppet (ca 1,3 miljoner kronor). I loppet kördes han av Alexandre Abrivard och slutade på en andraplats bakom stallkamraten Belina Josselyn. I loppet slog han hästar som Readly Express och Bold Eagle.
Den 20 april 2019 startade han i Prix de l'Atlantique på Hippodrome d'Enghien-Soisy, och vann enkelt på tiden 1.10,6 över 2 150 meter, vilket var nytt löpningsrekord. Efter loppet blev han som sjätte häst inbjuden till 2019 års upplaga av Elitloppet på Solvalla. Tränare Bazire tackade ja till inbjudan direkt efter loppet. Elitloppet kördes den 26 maj 2019 och han kom på sjätteplats i finalen, körd av Åke Svanstedt.
I början av maj 2020 blev han blev som sjunde häst inbjuden till 2020 års upplaga av Elitloppet. Han hade då flyttats till Frode Hamres stall i Norge.